# Matacos
Matacos is een departement in de Argentijnse provincie Formosa. Het departement (Spaans:  departamento) heeft een oppervlakte van 4.431 km² en telt 12.133 inwoners.

## Plaats in departement Matacos
- Ingeniero Juárez